# Банка на централноафриканските държави
Банката на централноафриканските държави (на френски: Banque des Etats de l'Afrique Centrale, BEAC, дословен превод: Банка на държавите от Централна Африка) е централна банка със седалище в Яунде (столицата на Камерун).

Тя е обща за 6 централноафрикански държави, членки на Централноафриканската валутно-икономическа общност:
- Габон,
- Екваториална Гвинея,
- Камерун,
- Република Конго,
- Централноафриканска република,
- Чад

.
Филибер Андзембе (Габон) изпълнява длъжността президент на BEAC от юли 2007 до октомври 2009 г., когато е уволнен от новия президент на Габон Али Бонго. Причина за това е банков скандал, в който изчезват 28,3 млн. долара от клон на банката в Париж.

Предишният глава на банката Жан Феликс Мамалепот, също от Габон, е бил начело на BEAC в продължение на 17 години до пенсионирането му през април 2007 г.
| Портал | Портал „Африка“ съдържа още много статии, свързани с Африка. Можете да се включите към Уикипроект „Африка“. |